# Абдурахманов, Ильгар Шаирович
Ильга́р Шаи́рович Абдурахма́нов (азерб. İlqar Şair oğlu Əbdürəhmanov; род. 27 марта 1979, Баку) — российский и азербайджанский футболист. Выступал за сборную Азербайджана.

## Карьера

### Клубная
Начинал карьеру в составе команды «Ю-18», выступавшей в высшей лиге чемпионата Азербайджана в 1996—1998 годах.
В 1999 играл за дубль московского «Локомотива», в том же году перешёл в «КАМАЗ-Чаллы» (обе команды выступали во втором российском дивизионе — зонах «Запад» и «Урал», соответственно).
В 2001 году провёл за «Анжи» два матча в рамках Высшего дивизиона, за дублирующий состав махачкалинского клуба провёл 27 матчей (2 гола) в турнире дублёров РФПЛ.
В 2004 году, наряду с вратарём сборной Азербайджана Дмитрием Крамаренко, играл за казахстанский «Женис». В чемпионате Казахстана сыграл 30 матчей, забил 3 мяча. В декабре 2006 года, по его собственным словам, им снова заинтересовался «Женис», и после первого круга чемпионата Азербайджана 2006/07 он мог перейти в казахстанский клуб. В 2007 перешёл в клуб «Баку». Сыграл в одном матче Кубка Интертото 2007 против молдавской «Дачии». В 2008 подписал контракт с иркутской «Звездой», однако расторг его и перешёл в «Мугань».

### В сборной
Играл в национальной команде во время отборочного цикла к чемпионату мира 2006 года. Провёл 7 матчей.